# Departaments de Nicaragua
Els departaments de Nicaragua són la principal divisió administrativa de la república de Nicaragua, que és unitària. Administrativament es divideix en 15 departaments i 2 regions autònomes, (basades en el model espanyol de comunitats autònomes).

## Departaments
| Bandera                           | Escut                             | Departament                       | Capital    | Població (2012) | Àrea (km²) | Densitat (km²) | Mapa                              |
| --------------------------------- | --------------------------------- | --------------------------------- | ---------- | --------------- | ---------- | -------------- | --------------------------------- |
| Boaco                             | Boaco                             | Boaco                             | Boaco      | 174,682         | 4,177      | 41.8           | Boaco                             |
| Carazo                            | Carazo                            | Carazo                            | Jinotepe   | 186,898         | 1,081      | 172.8          | Carazo                            |
| Chinandega                        | Sense escut                       | Chinandega                        | Chinandega | 423,062         | 4,822      | 87,7           | Chinandega                        |
| Chontales                         | Sense escut                       | Chontales                         | Juigalpa   | 153,932         | 6,481      | 24             | Chontales                         |
| Estelí                            | Estelí                            | Estelí                            | Estelí     | 201,548         | 2,230      | 90             | Estelí                            |
| Granada                           | Granada                           | Granada                           | Granada    | 168,186         | 1,040      | 162            | Granada                           |
| Jinotega                          | Jinotega                          | Jinotega                          | Jinotega   | 331,335         | 9,222      | 36             | Jinotega                          |
| León                              | León                              | León                              | León       | 355,779         | 5,138      | 69             | León                              |
| Madriz                            | Madriz                            | Madriz                            | Somoto     | 132,459         | 1,708      | 78             | Madriz                            |
| Managua                           | Managua                           | Managua                           | Managua    | 2,132,421       | 3,465      | 365            | Managua                           |
| Masaya                            | Masaya                            | Masaya                            | Masaya     | 289,988         | 611        | 475            | Masaya                            |
| Matagalpa                         | Matagalpa                         | Matagalpa                         | Matagalpa  | 469,172         | 6,804      | 69             | Matagalpa                         |
| Nueva Segovia                     | Nueva Segovia                     | Nueva Segovia                     | Ocotal     | 208,523         | 3,491      | 60             | Nueva Segovia                     |
| Rivas                             | Rivas                             | Rivas                             | Rivas      | 156,283         | 2,162      | 72             | Rivas                             |
| Río San Juan                      | Río San Juan                      | Río San Juan                      | San Carlos | 95,596          | 7,541      | 13             | Río San Juan                      |
| Regió Autònoma de l'Atlàntic Nord | Regió Autònoma de l'Atlàntic Nord | Regió Autònoma de l'Atlàntic Nord | Bilwi      | 314,130         | 33,106     | 10             | Regió Autònoma de l'Atlàntic Nord |
| Regió Autònoma de l'Atlàntic Sud  | Regió Autònoma de l'Atlàntic Sud  | Regió Autònoma de l'Atlàntic Sud  | Bluefields | 306,510         | 27,260     | 11             | Regió Autònoma de l'Atlàntic Sud  |

## Departament de Zelaya
En 1987, la nova constitució estableix un règim d'autonomia (limitat autogovern) per a l'antic Departament de Zelaya, que comprenia tota la meitat oriental (part del Carib o atlàntica) del país. El departament va ser dividit en dues regions autònomes. Els seus estatuts d'autonomia estan basats en el model autonòmic espanyol; les comunitats estan dirigides per un governador i un consell regional.